# Schlacht bei Nachod
Custozza – Hühnerwasser – Podol – Nachod – Trautenau – Langensalza – Skalitz – Münchengrätz – Gitschin – Königinhof – Schweinschädel – Königgrätz – Dermbach – Kissingen – Mainfeldzug – Frohnhofen – Aschaffenburg – Lissa – Bezzecca – Blumenau – Hundheim – Tauberbischofsheim – Werbach – Helmstadt – Gerchsheim – Uettingen/Roßbrunn
Die Schlacht bei Nachod am 27. Juni 1866 war die erste größere Schlacht im Deutschen Krieg zwischen Preußen und Österreich. Sie endete mit einem preußischen Sieg.

## Verlauf
Der Vormarsch der preußischen 2. Armee auf Österreich erfolgte von Schlesien aus über die Gebirgspässe des Riesengebirges und durch die Grafschaft Glatz. Das V. Armee-Korps (9. und 10. Division) unter Befehl des Generals der Infanterie Karl Friedrich von Steinmetz marschierte von Glatz her über Reinerz, den Hummelpass, Lewin und Gellenau zur Landesgrenze nach Schlaney. Hier überschritt die Vorhut des Generalmajors von Löwenfeld am 26. Juni um 17.00 Uhr die Grenze nach Böhmen. Der Grenzübergang Běloves war nur von wenigen Soldaten der österreichischen Armee bewacht, die sich nach einem kleinen Gefecht zurückzogen.

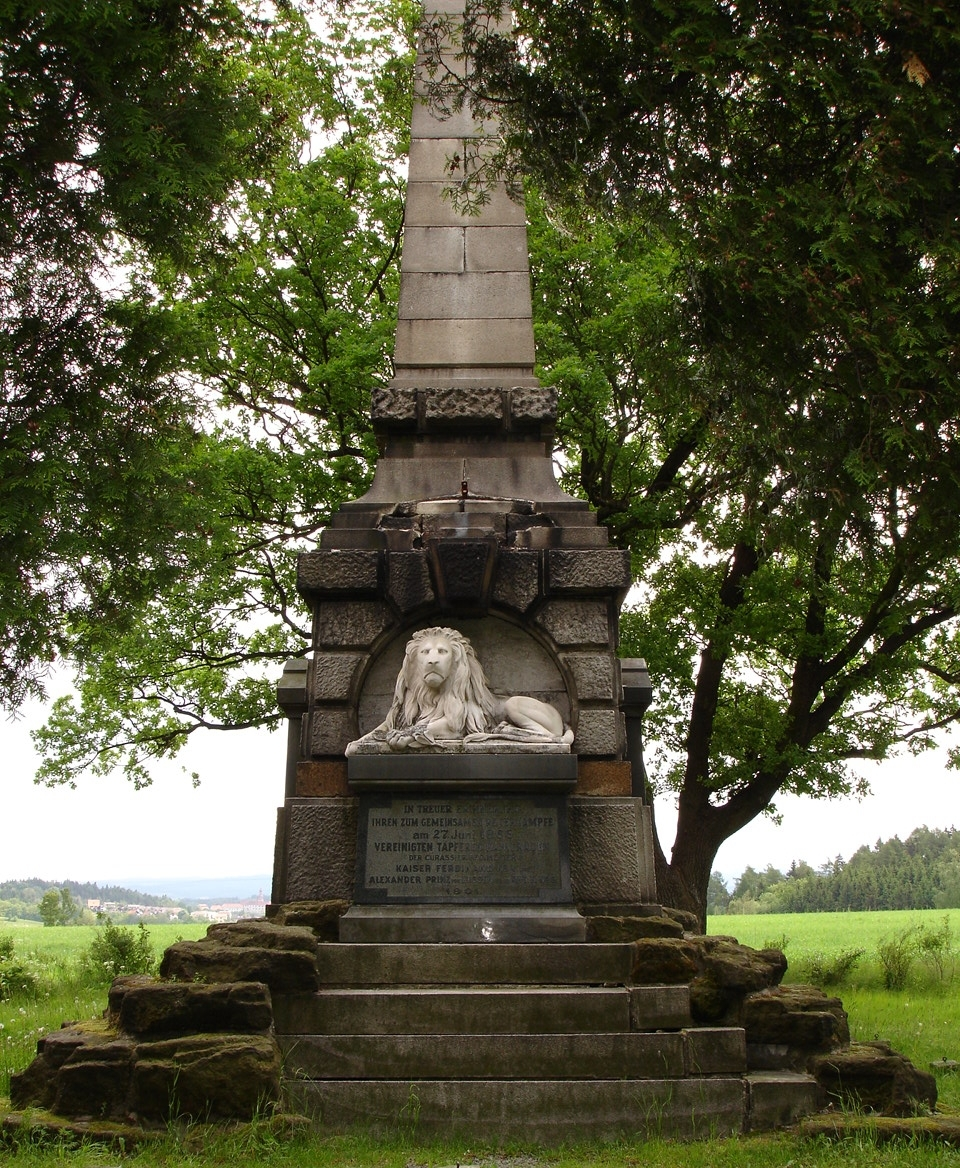
Denkmal auf der Anhöhe von Vysokov für die Gefallenen der Schlacht bei Nachod

Die preußische Avantgarde konnte Stadt und Schloss Nachod ohne größeren Widerstand einnehmen und besetzte am 27. Juni um 6.00 Uhr früh südwestlich von Nachod die strategisch wichtige Hügelkette beim Branka-Pass zwischen Staré Město und Václavice, die sich parallel zur Straße von Neustadt a. d. Mettau nach Vysokov zieht. Um diese Zeit waren 28.400 Mann des Generals von Steinmetz noch etwa 12 km entfernt auf Glatzer Gebiet.
Das VI. Korps des österreichischen Generals Wilhelm von Ramming marschierte seit dem frühen Morgen von Opotschno (Opočno) über Neustadt a. d. Mettau in das Gebiet zwischen Böhmisch Skalitz (Česká Skalice) und Vysokov. Das Korps bestand aus vier Brigaden, die von Oberst Georg von Waldstätten, Generalmajor Moritz Hertweck, Generalmajor Ferdinand von Rosenzweig und Oberst Johann Jonák kommandiert wurden. Die Brigaden erreichten die Gegend, in der es zur Schlacht kommen sollte, zwischen 8.30 und 11.00 Uhr.
Herweck, dessen Brigade die österreichische Vorhut bildete, führte sie in den Raum Šonov und Václavice, um den Feind von der Flanke her anzugreifen. Es gelang ihm, die Kirche und den Friedhof von Václavice einzunehmen und den Feuerangriff der Preußen zurückzuschlagen. Danach verschanzte sich das österreichische Jägerbataillon in der Kirche und am Friedhof, wo es sich bis zum Anmarsch der Brigade Jonák gegen 10.30 Uhr halten konnte. Die Preußen flohen in den nahe liegenden Wald und griffen den Feind, der hinter der Friedhofsmauer eine gute Deckung hatte, an.
Der Angriff der Jonák-Brigade richtete sich vor allem gegen die preußischen Soldaten im Wald, von dem aus die nachkommenden Österreicher bedroht wurden. Mit Hilfe der Rosenzweig-Brigade, die aus der Richtung Provodov anmarschierte, gelang es, die Preußen bis auf die Branka-Höhe zurückzudrängen. Gerade in dieser Phase, in der weitere preußische Truppen das Schlachtfeld erreichten, ließ der Angriff der Österreicher nach. Um diese Zeit marschierte die Brigade Waldstätten von Böhmisch Skalitz über Kleny nach Vysokov.
Auf der Ebene zwischen Václavice und Vysokov fand gegen 11.00 Uhr ein großer und blutiger Zusammenstoß zwischen der österreichischen Artillerie, die von der Kavallerie des Generalmajor Solms unterstützt wurde, und der Brigade des preußischen Generalmajor Karl Heinrich von Wnuck statt, der etwa 35 Minuten dauerte. Gegen 12.30 Uhr war General Ramming der Ansicht, die Schlacht sei gewonnen und sandte eine entsprechende Nachricht an Feldzeugmeister Ludwig von Benedek nach Josefstadt. Die Situation änderte sich jedoch dramatisch, nachdem die Preußen Verstärkung durch neu eingetroffene Einheiten bekamen, und die Überlegenheit der Österreicher geringer wurde. Sie wurden bis auf die Linie Provodov–Šonov zurückgedrängt. Gegen 14.00 Uhr befahl Waldstätten einen weiteren Angriff auf Vysokov. Ramming selbst stoppte gegen 16.00 Uhr den letzten Versuch der Brigade Rosenzweig, die Niederlage abzuwenden, und verständigte Feldzeugmeister von Benedek über die Niederlage dieses Tages.
Am späten Nachmittag zog sich Ramming Richtung Westen zurück. General Steinmetz folgte am nächsten Tag und traf bei Skalitz auf das VIII. Korps unter Erzherzog Leopold.

## Erinnerung
In Berlin-Wilmersdorf wurde am Nordrand eines Villenviertels von 1870, in dem eine Reihe weiterer Straßen und Plätze nach Ereignissen des Krieges gegen Österreich benannt wurden, 1889 eine Nachodstraße gewidmet.